# Волві
Волві (грец. Λίμνη Βόλβη), давня назва Болбейське озеро — озеро в Центральній Македонії на півострові Халкідікі на схід від міста Салоніки і на північний захід від Афону.
Площа озера — 68 км², Волві має тектонічне походження. Глибина озера може досягати 23 м, в середньому — близько 13 м.
На шляху від Волві до Салоніки знаходиться озеро Коронія.
Волві багате рибою, відомо близько 30 видів, один — ендемічний. На берегах озера зустрічаються до 200 видів птахів.